# Защищая твою жизнь
«Защищая твою жизнь» — американская романтическая комедия актёра и режиссёра Альберта Брукса.

## Сюжет
Рекламщик из Лос-Анджелеса Дэниел Миллер гибнет в автомобильной катастрофе и оказывается в загробном мире. Ему предстоит держать ответ за свою грешную жизнь перед строгим жюри. Главный вопрос, который волнует судей, — смог ли подсудимый на жизненном пути превозмочь свой страх как главный фактор, влияющий на существование людей? Если смог, то ему положена награда — переход на следующий уровень, которого достойны лучшие представители рода людского. Если нет, то он вернётся назад в новую бренную оболочку доказывать, что он может добиться лучшей доли. Как и положено на судебном процессе, Дэниелу полагается адвокат по имени Боб Даймон, который защищает его интересы.
Судьи смотрят и слушают «ролики» из весьма противоречивой жизни Миллера, освещающие его не с самой лучшей стороны. Похоже, ему не светит ничего хорошего, несмотря на все усилия адвоката. В ходе продолжительного процесса Миллер знакомится с очаровательной «подсудимой» Джулией, и теперь он совсем не торопится покинуть «чистилище», в которое он попал…

## В ролях
- Альберт Брукс — Дэниел Миллер
- Рип Торн — Боб Даймон
- Мерил Стрип — Джулия
- Ларри Миллер — Алан Бронски
- Ли Грант — Лена Фостер
- Джордж Уоллас — первый судья Миллера
- Лилиан Леман — второй судья Миллера